# Rullstolscurling

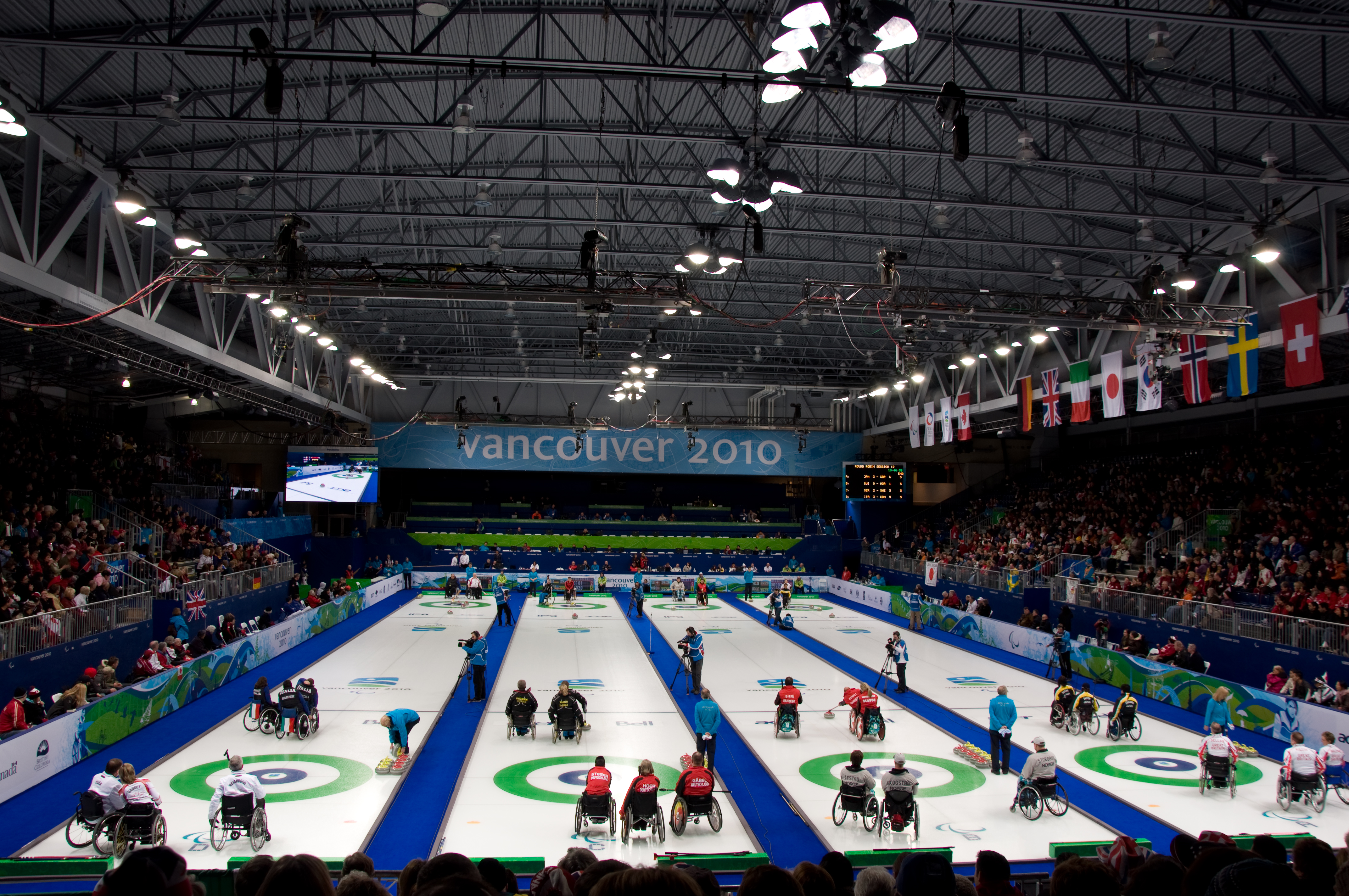
Rullstolscurling vid Paralympiska vinterspelen 2010.

Rullstolscurling är en variant av curling som spelas för rullstolsburna. Spelet administreras av globalt av WCF och i Sverige av Svenska curlingförbundet.
Rullstenscurling spelas på samma plan och med samma regler som curling bortsett från att ingen sopning tillåts. Rullstolen skall fixeras när stenen dras. Tävlingar spelas alltid med mixade lag.
Rullstolscurling gjorde debut vid Paralympiska vinterspelen 2006  i Turin, Italien. Vid de  Paralympiska vinterspelen 2022 väntas 12 nationer delta.

## Större tävlingar
- Paralympiska vinterspelen, premiär 2006
- Världsmästerskapet, premiär 2002